# Killian Teixeira
Killian Teixeira (31 ottobre 2001) è un giocatore di football americano svizzero che gioca nel ruolo di tight end per i Geneva Seahawks.